# سوادية (فطر)
السوادية (الاسم العلمي: Ustilaginaceae) هي فصيلة من الفطريات تتبع رتبة السواديات من شعيبة السواداويات.

## أجناس
فطر السوادي